# Notostylops
Notostylops is een geslacht van uitgestorven Zuid-Amerikaanse hoefdieren uit het Vroeg-Eoceen van Argentinië. Fossielen van het geslacht zijn gevonden in de Sarmientoformatie, de Casamayorformatie, de Andesitas Huancacheformatie en de Koluel Kaikeformatie.

## Kenmerken
Notostylops was een zeer algemeen dier, zeer vergelijkbaar met de eerste eutherianen en hoefdieren. Het zou op een wasbeer of wezel hebben geleken en er wordt vermoed dat het op laaggroeiende en kruidachtige planten heeft gefoerageerd. Notostylops was een gegeneraliseerd dier, waarschijnlijk aangepast aan een vrij breed scala van ecologische niches, maar de robuustheid geeft aan dat het dezelfde graafeigenschappen had. Zijn lange schedel bevatte knaagdier-snijtanden. Notostylops was ongeveer vijfenzeventig centimeter lang.

## Vondsten
Resten van dit dier werden gevonden in Argentinië in de Sarmiento-formatie.